# 2628 Копал
2628 Копал (2628 Kopal) — астероїд головного поясу, відкритий 25 червня 1979 року.
Тіссеранів параметр щодо Юпітера — 3,267.